# Tohmajärvi
Tohmajärvi är en kommun i landskapet Norra Karelen i Finland. Tohmajärvi har cirka 4 241 invånare och har en yta på 895,36 km².
Tohmajärvi är officiellt enspråkigt finskt, men har en avsevärd ryskspråkig minoritet. Med cirka 5 % rysktalande år 2012 var Tohmajärvi den kommun som hade högst andel rysktalande i landet. Gränsövergången Niirala/Värtsilä (mot Vjartsilja) finns här.
Blå vägen mellan Mo i Rana vid Atlantkusten och Pudozj vid Onega passerar gränsen vid Niirala.

## Administrativ historik
Den 1 januari 2005 slogs Tohmajärvi samman med Värtsilä förutvarande kommun.

## Politik

### Mandatfördelning i Tohmajärvi kommun, valen 1976–2021
| 2 | 8 |  | 9 |  | 2 | 4 |

| 2 | 8 |  | 9 |  | 2 | 4 |

|  | 8 | 2 | 11 |  | 4 |

|  | 8 | 2 | 10 |  | 5 |

| 10 |  | 10 |  | 5 |

|  | 8 | 12 | 2 | 4 |

| 10 |  | 13 |  | 2 |

| 12 | 19 |  | 3 |

| 27 | 8 |

| 8 |  | 14 |  | 3 |

| 20 | 7 |

| 9 | 3 | 11 |  | 3 |

| 21 | 6 |

| 8 | 2 | 13 |  | 3 |

| 19 | 8 |

| 7 | 2 | 10 | 3 |  | 4 |

| 16 | 11 |

## Demografi
| Befolkningsutvecklingen i Tohmajärvi kommun 1975–2020                                                        | Befolkningsutvecklingen i Tohmajärvi kommun 1975–2020 | Befolkningsutvecklingen i Tohmajärvi kommun 1975–2020 | Befolkningsutvecklingen i Tohmajärvi kommun 1975–2020 | Befolkningsutvecklingen i Tohmajärvi kommun 1975–2020 |
| --- | ----------------------------------------------------- | ----------------------------------------------------- | ----------------------------------------------------- | ----------------------------------------------------- |
| |                                                       |                                                       |                                                       |                                                       |
| År |                                                       |                                                       | Folkmängd                                             |                                                       |
| 1975 | 1975                                                  |                                                       | 7 659                                                 |                                                       |
| 1980 | 1980                                                  |                                                       | 7 151                                                 |                                                       |
| 1985 | 1985                                                  |                                                       | 7 005                                                 |                                                       |
| 1990 | 1990                                                  |                                                       | 6 666                                                 |                                                       |
| 1995 | 1995                                                  |                                                       | 6 378                                                 |                                                       |
| 2000 | 2000                                                  |                                                       | 5 873                                                 |                                                       |
| 2005 | 2005                                                  |                                                       | 5 446                                                 |                                                       |
| 2010 | 2010                                                  |                                                       | 5 008                                                 |                                                       |
| 2015 | 2015                                                  |                                                       | 4 738                                                 |                                                       |
| 2020 | 2020                                                  |                                                       | 4 307                                                 |                                                       |
| Anm: Uppgifterna avser förhållandena den 31 december nämnda år enligt områdesindelningen den 1 januari 2022. |                                                       |                                                       |                                                       |                                                       |

## Personer från Tohmajärvi
- Katri Helena, sångerska
- Anna Easteden, skådespelerska
- Siiri Rantanen, längdskidåkerska
- Eino Sormunen, biskop
- Seppo Räty, spjutkastare